# Breviceps poweri
Breviceps poweri é uma espécie de anfíbio da família Microhylidae.
Pode ser encontrada nos seguintes países: Angola, República Democrática do Congo, Malawi, Moçambique, Zâmbia, possivelmente Botswana, possivelmente Namíbia e possivelmente em Zimbabwe.
Os seus habitats naturais são: savanas áridas, savanas húmidas, matagal árido tropical ou subtropical, matagal húmido tropical ou subtropical e campos de gramíneas subtropicais ou tropicais secos de baixa altitude.